# Илија Бабић (народни херој)
Илија Бабић (Клобук, код Требиња 26. јул 1911 — Сарајево, 17. април 1976) био је учесник Народноослободилачке борбе, потпуковник ЈНА и народни херој Југославије. 

## Биографија
Рођен је 26. јула 1911. године у селу Клобук, код Требиња.
До почетка Другог светског рата бавио се разним физичким пословима.
Учесник је Народноослободилачког рата од 1941. године. Априла 1942. године је примљен у чланство Комунистичке партије Југославије (КПЈ). Био је борац Десете херцеговачке ударне бригаде.
После ослобођења Југославије, наставио је службу у Народној милицији. Године 1948. је завршио гимназију у Мостару. Службовао је као командир милиције у Мостару, Стоцу, Зеници, Сарајеву и др. Пензионисан је 1963. године у чину потпуковника.
Умро је 17. априла 1976. године у Сарајеву.
Носилац је Партизанске споменице 1941. и других југословенских одликовања, међу којима су — Орден заслуга за народ са сребрним зрацима, Орден братства и јединства са сребрним венцем, Орден за храброст и др. Орденом народног хероја одликован је 27. новембра 1953. године.